# João Maria Mendes
João Maria Mendes (1948) é um investigador, estudioso e teórico da narrativa português.
Licenciado em Filosofia pela Universidade de Lovaina, na Bélgica, e Doutorado em Ciências da Comunicação pela Universidade Nova de Lisboa, é professor de Teorias da Narrativa na Escola Superior de Teatro e Cinema de Lisboa há vários anos e de Modelos da Narrativa, na Universidade Autónoma de Lisboa. É o grande divulgador em Portugal do trabalho de Joseph Campbell, Vladimir Propp, Robert McKee, Christopher Vogler, entre outros estudiosos da área.
Recebeu o Prémio «Ler» do Círculo de Leitores em 1995 pela obra A Mulher do Terrorista.